# 충효로 (순천시)
충효로(Chunghyo-ro)는 전라남도 순천시 풍덕동 구암사거리 에서 해룡면 조례삼거리 를 연결하는 도로이다.

## 주요 경유지
전라남도
- 순천시 (풍덕동 . 덕연동)

## 노선
| 이름             | 접속 노선           | 소재지          | 소재지          | 비고            |
| 하풍새길와 직결  | 하풍새길와 직결     | 하풍새길와 직결 | 하풍새길와 직결 | 하풍새길와 직결 |
| ---------------- | ------------------- | --------------- | --------------- | --------------- |
| 구암사거리       | 팔마로              | 순천시          | 풍덕동          |                 |
| 덕연육교         |                     | 순천시          | 풍덕동          |                 |
| (메가박스)       | 명말1길 명말2길     | 순천시          | 풍덕동          |                 |
| 하이마트사거리   | 연향로 덕암길       | 순천시          | 풍덕동          |                 |
| 한국병원사거리   | 구암1길 연향번영4길 | 순천시          | 덕연동          |                 |
| 교육지원청사거리 | 덕연로 연향2로      | 순천시          | 덕연동          |                 |
| 연향동성A삼거리  | 연향3로             | 순천시          | 덕연동          |                 |
| 덕연삼거리       | 이수로              | 순천시          | 덕연동          |                 |

## 주요 건물 및 시설
- 메가박스 순천 (충효로 15/덕암동 151)
- 롯데하이마트 연향점 (충효로 55/연향동 419-17)
- 수협은행 순천금융센터 (충효로 142/연향동 1318-1)
- SC제일은행 여천지점 순천영업소 (충효로 148/연향동 1317-3)
- IBK기업은행 순천지점 (충효로 152/연향동 1317-2)